# Bokova krogla
Bokove krogle so temnni oblaki gostega medzvezdnega prahu, v katerih včasih poteka nastajanje zvezd. Običajno jih najdemo v področjih H II, njihove mase pa so od 2  do 50 Sončevih mas. Velike so do enega svetlobnega leta počez. Vsebujejo molekularni vodik, ogljikove okside in helij. Približno 1 % mase predstavlja silikatni prah. V Bokovih kroglah največkrat nastajajo sistemi z dvema ali več zvezdami.
Prvi, ki je opazoval Bokove krogle, je bil Bart Jan Bok v 40. letih 20. stoletja. V članku, objavljenem leta 1947, sta Bok in E. F Reilly razvila domnevo, da v teh oblakih 'podobnih žuželčjim zapredkom' poteka sesedanje plina in nastajanje zvezd in zvezdnih kopic. To domnevo je bilo težko overiti z opovanjem v vidni svetlobi. Šele infrardeča opazovanja leta 1990 so jo potrdila. Nadaljnja opazovanja so pokazala, da nekatere Bokove krogle vsebujejo vire toplote, druge objekte Herbig-Haro.
Bokove krogle so še vedno predmet intenzivnih raziskav. So ene najhladnejših objektov v naravnem Vesolju, njihova zgradba in gostota pa ostajata skrivnostni.
Bokove krogle, izpostavljene toku delcev z bližnjih zvezd, razvijejo rep. Te so imenovane »kometne krogle« (cometary globules), s kratico CG.